# Palaeosmodicum hamiltoni
Palaeosmodicum hamiltoni är en skalbaggsart som beskrevs av Henry Frederick Wickham 1914. Palaeosmodicum hamiltoni ingår i släktet Palaeosmodicum och familjen långhorningar. Inga underarter finns listade i Catalogue of Life.